# Granjas Agrícolas
Granjas Agrícolas är en ort i Mexiko.   Den ligger i kommunen Yautepec och delstaten Morelos, i den sydöstra delen av landet, 60 km söder om huvudstaden Mexico City. Granjas Agrícolas ligger 1 212 meter över havet och antalet invånare är 131.
Terrängen runt Granjas Agrícolas är kuperad åt sydväst, men åt nordost är den platt. Runt Granjas Agrícolas är det mycket tätbefolkat, med 1 361 invånare per kvadratkilometer. Närmaste större samhälle är Cuernavaca, 19,6 km väster om Granjas Agrícolas. Omgivningarna runt Granjas Agrícolas är en mosaik av jordbruksmark och naturlig växtlighet.